# William Chong Wong
William Chong Wong (Puerto Cortés, 14 de octubre de 1950-Tegucigalpa, 17 de junio de 2018) fue un economista, contador público y docente universitario hondureño. Ocupó el cargo de secretario de finanzas en dos ocasiones, 2004-2006 y 2010-2012.

## Biografía
Fue el primer hijo de un matrimonio compuesto por inmigrantes chinos que arribaron al país durante la década de 1940. Realizó sus estudios primarios y secundarios en Puerto Cortés y San Pedro Sula, respectivamente. Tiempo después, con la ayuda de una beca, ingresó a la Universidad del Sur de Misisipi para estudiar economía y contaduría pública.

### Trayectoria política
Ocupó la titularidad en la Secretaría de Finanzas de Honduras en dos ocasiones: 2004-2006, durante el gobierno de Ricardo Maduro, y 2010-2012, durante el gobierno de Porfirio Lobo.

#### Corrupción
El 13 de junio de 2018, la Misión de Apoyo Contra la Corrupción y la Impunidad de Honduras (OEA-MACCIH), en conjunto con la Unidad Fiscal Especial Contra la Impunidad de la Corrupción (UFECIC), señalaron a Chong Wong como uno de los 38 imputados en el caso de corrupción «Caja de Pandora» —desfalco a la Secretaría de Agricultura y Ganadería—, el cual sirvió para financiar campañas políticas de los tradicionales partidos políticos, Nacional y Liberal, durante las elecciones generales de Honduras de 2013.

### Muerte
Dos años después de haber sido diagnosticado con cáncer de páncreas, la mañana del 17 de junio de 2018 falleció en un hospital de Tegucigalpa a los 67 años de edad. De acuerdo con los primeros informes que se registraron, su muerte se produjo a consecuencia de un paro cardiorrespiratorio.